# Direcció general de Governança Pública
La Direcció general de Governança Pública és un òrgan de gestió del Ministeri de Política Territorial i Funció Pública depenent de la Secretaria d'Estat de Funció Pública. S'encarrega d'establir els marcs normatius sobre els quals treballen i es relacionen les diferents Administracions Públiques, així com el seu control i millora.
Fou creada en 2016 com a successora de la Direcció General d'Organització Administrativa i Procediments, i en fou nomenada titular María Pía Junquera Temprano.

## Funcions
Les seves funcions es regulen en l'Article 9 del Reial decret 863/2018, de 28 de juliol, i són:
- L'anàlisi i avaluació de les estructures organitzatives de l'Administració General de l'Estat i els seus organismes públics; l'elaboració de les disposicions de caràcter organitzatiu la proposta del qual sigui competència del Ministeri de Política Territorial i Funció Pública; l'elaboració de projectes de disposicions de caràcter general en matèria d'organització i procediments i la realització d'estudis i propostes organitzatives per millorar la racionalitat i eficiència de les estructures administratives; així com l'informe dels projectes que se sotmetin a l'aprovació prèvia a què es refereix l'article 26.5 de la Llei del Govern, en aquells aspectes de la competència d'aquesta Direcció general.
- L'assessorament i suport tècnic en matèria d'organització i procediments als departaments ministerials i organismes públics, inclosa la realització d'estudis de consultoria organitzativa.
- La governança i gestió en l'àmbit de l'Administració General de l'Estat del Sistema d'Informació Administrativa dels procediments, amb la col·laboració de la Secretaria General d'Administració Digital.
- El disseny, impuls i seguiment en l'àmbit de l'Administració General de l'Estat de les actuacions per reduir les càrregues administratives i reguladores, i simplificar els procediments administratius, assegurant la coordinació interdepartamental i promovent la cooperació entre totes les administracions públiques.[7]
- Afavorir la millora contínua de la gestió mitjançant l'impuls, desenvolupament i seguiment dels programes de qualitat en els serveis públics, basats en la cerca de l'excel·lència i el foment de la innovació. En particular la gestió i impuls dels programes de qualitat prevists en el Reial decret 951/2005, de 29 de juliol, pel qual s'estableix el marc general per a la millora de la qualitat en l'Administració General de l'Estat.
- L'exercici de les atribucions en matèria d'inspecció i millora dels serveis de l'Administració General de l'Estat i dels organismes públics vinculats o dependents d'ella; la fixació de criteris que facilitin l'atenció als ciutadans, especialment mitjançant l'anàlisi integral de les queixes i suggeriments que puguin produir-se; la determinació dels criteris generals per a la definició de programes ministerials per a l'exercici de les funcions pròpies de les Inspeccions Generals de Serveis departamentals, així com el seguiment de la seva implantació; la promoció, adreça i coordinació de plans d'inspecció específics per avaluar l'eficàcia i eficiència dels serveis, sense perjudici de les especialitats normatives que en aquesta matèria existeixin en els diferents departaments, i la promoció de programes de formació especialitzada i intercanvi de les metodologies i tècniques aplicades, en particular l'organització i desenvolupament del curs selectiu per a l'exercici de la funció inspectora en l'Administració General de l'Estat regulat en la Ordre HAP/1850/2014,de 29 de setembre Arxivat 2018-09-12 a Wayback Machine..
- La identificació, disseny, i impuls de programes i projectes per facilitar l'accés dels ciutadans i les empreses als serveis públics; l'elaboració i desenvolupament de programes d'atenció, informació i assistència als ciutadans a través dels diferents canals disponibles, en coordinació amb els departaments ministerials i els seus organismes dependents així com amb altres administracions; la governança del Punt d'Accés General Electrònic i la gestió dels seus continguts; la gestió del Centre d'Informació Administrativa i la normalització de documents i imatge institucional.
- L'impuls, la coordinació i el seguiment dels plans de govern obert dels departaments ministerials, en iniciatives orientades al desenvolupament dels principis de la transparència, la participació ciutadana, la rendició de comptes i la col·laboració, així com la programació i execució de projectes sobre la matèria, en l'àmbit de les competències de la Direcció general; la promoció de la cooperació entre totes les administracions públiques en aquest àmbit i servir de punt de contacte de l'Administració General de l'Estat amb els organismes internacionals en matèria de govern obert, sense perjudici de les competències d'altres centres directius per raó de la matèria.
- L'impuls dels plans i programes de transparència, incloent l'atenció i informació als ciutadans en aquesta matèria i la gestió del Portal de Transparència de l'Administració General de l'Estat previst en la Llei 19/2013, de 9 de desembre, de Transparència, accés a la informació pública i bon govern amb el suport tècnic de la Secretaria General d'Administració Digital. En relació amb la funció atribuïda a la Secretaria d'Estat de Funció Pública de l'article 6.1 q) correspon a la Direcció general de Governança Pública prestar el suport i suport necessari per a l'exercici d'aquesta competència, com a Unitat d'Informació de Transparència Central.

## Estructura
De la Direcció general depenen els següents òrgans directius:
- Subdirecció General d'Organització i Procediments.
- Subdirecció General de la Inspecció General de Serveis de l'Administració General de l'Estat.
- Subdirecció General de Transparència i Atenció al Ciutadà.
- Subdirecció General de Govern Obert.[8]

Al titular de la Direcció general li corresponen la condició de titular de la Inspecció General de Serveis de l'Administració Pública i la vicepresidència de la Comissió Coordinadora d'Inspeccions Generals de Serveis dels ministeris de l'Administració General de l'Estat. Per això, s'adscriuen a la Direcció general dos Inspectors Generals de Serveis, amb nivell orgànic de Subdirector General, per al desenvolupament de les tasques que se li encomani. També li correspon la vicepresidència primera del Fòrum de Govern Obert i de la Comissió sectorial de Govern Obert.